# Mike Reiss
Mike Reiss (15 de septiembre de 1959) es un escritor de comedia televisiva estadounidense. Nació en la ciudad de Bristol, Connecticut.
Reiss fue a la universidad de Harvard, y fue el copresidente de la publicación Harvard Lampoon junto con Jon Vitti. Frecuentemente, colaboraba con su compañero guionista Al Jean escribiendo episodios de The Tonight Show with Johnny Carson, y como escritores y productores de muchos episodios de Los Simpson. El dúo creó y produjo las series The Critic y Teen Angel (la cual fue cancelada en su primera temporada).  
Reiss produjo independientemente una serie de cortos animados para Internet, titulada Queer Duck. Fue emitida por Icebox.com. En 2002, los derechos de la serie fueron comprados por Showtime, en donde fue fusionada con Queer as Folk. Queer Duck: La Película fue lanzada a la venta en DVD el 18 de julio de 2006. La película tiene como protagonistas a los personajes de la serie original. Como speaker profesional, Reiss ha dado muchas charlas sobre comedia y sobre Los Simpson en universidades.  
Reiss publicó seis libros para niños, incluyendo How Murray Saved Christmas. También ganó un premio Edgar por su historia de misterio "Cro-Magnon PI".

## Créditos

### Episodios deLos Simpson
La siguiente lista de episodios de Los Simpson fue escrita por Reiss, junto con Al Jean:
- "There's No Disgrace Like Home"
- "Moaning Lisa"
- "The Telltale Head" - junto con Matt Groening y Sam Simon
- "The Way We Was" - con Sam Simon
- "Stark Raving Dad"
- "The Simpsons' Halloween Special II" – contribuyó
- "Lisa's Pony"
- "The Simpsons' Halloween Special III" - segmento "Clown Without Pity"
- "'Round Springfield" – junto con Joshua Sternin & Jeffrey Ventimillia
- "Simpsoncalifragilisticexpiala(Annoyed Grunt)cious"

### Episodios deThe Critic
Reiss coescribió los siguientes episodios, junto con Al Jean:
- "Pilot"
- "Dial 'M' For Mother"
- "Sherman, Woman and Child"
- "I Can't Believe It's A Clip Show!"